# Llista de governadors colonials de Cuba

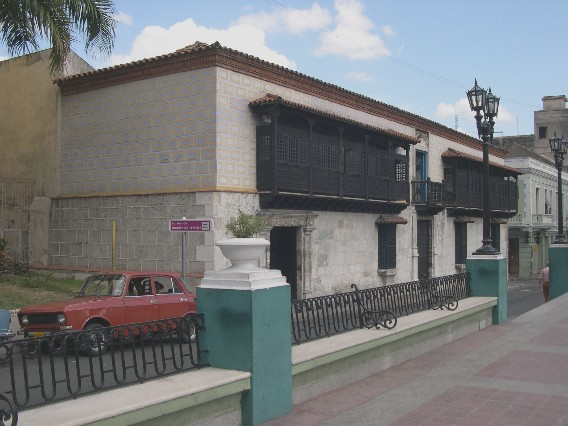
Casa de Diego Velázquez de Cuéllar a Santiago de Cuba.

Aquesta és una Llista de governadors colonials de Cuba, on apareixen tots els que han ocupat aquest càrrec, ordenats cronològicament i especificant el seu mandat.

## Capitania espanyola

### Tinents del Governador de Santo Domingo (1515-1535)[2]
- De començaments de novembre de 1511 fins a setembre de 1524 — Diego Velázquez de Cuéllar
- De 1524 a 1535 — Se succeeixen diversos governs interins, com els de Manuel de Rojas y Córdoba o el de Juan de Altamirano, fins al nomenament de Gonzalo de Guzmán pel rei.
  - De fines de setembre de 1524 a 14 de març de 1525 — Manuel de Rojas, 1.er període.
  - De 14 de març de 1525 a 27 d'abril de 1526 — Juan de Altamirano.
  - De 27 d'abril de 1526 a 6 de novembre de 1531 — Gonzalo de Guzmán 1.er període.
  - De 7 de novembre de 1531 a 7 de setembre de 1532 — Juan de Vadillo, OÑïdor de Santo Domingo.
  - De l'1 de març de 1532 a 1 de febrer de 1534 — Manuel de Rojas, 2n període.

### Governadors deCuba(1535-1577)

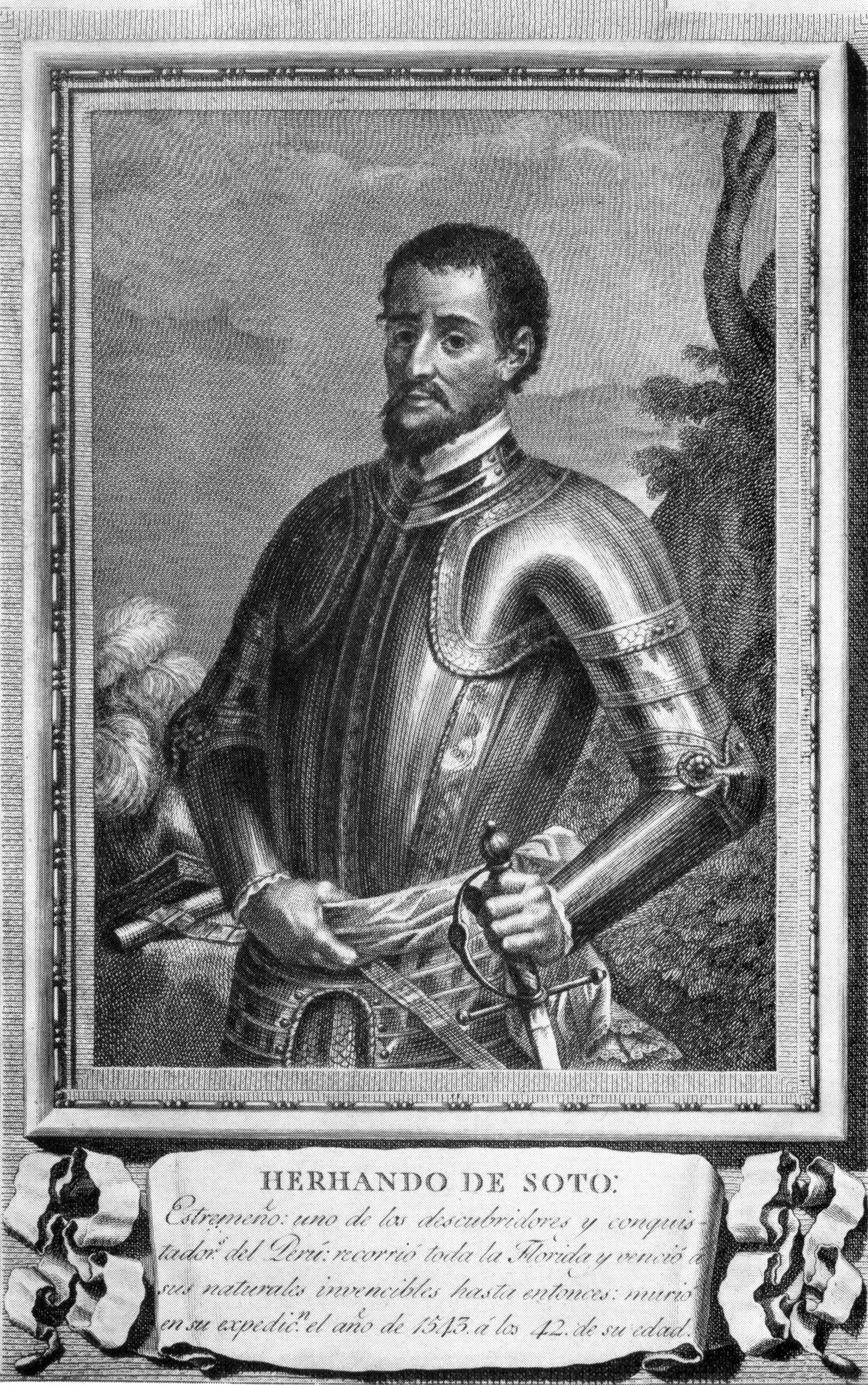
Hernando de Soto

- De 1535 al 20 de març de 1537 — Gonzalo de Guzmán, 2n període.
- Del 20 de març de 1537 al 12 de mayo de 1539 — Hernando de Soto Trasllat de la capital a la Villa de San Cristóbal de La Habana.
- De 1539 a 1544 — Isabel de Bobadilla
- De 1544 a 1546 — Juanes de Ávila
- De 1546 a 1548 — Antonio de Cháves
- De 1549 a 1555 — Gonzalo Pérez de Angulo
- De 1556 a 1565 — Diego de Mazariegos
- De 1565 a 1567 — Francisco García Osorio
- De 1567 a 1574 — Pedro Menéndez de Avilés
- De 1575 a 1577 — Gabriel Montalvo

### Governadors i Capitans Generals deCuba(des de 1577)
- De 1577 a 1579 — Francisco Carreño
- d'abril a setembre de 1579 — Gaspar de Torres
- De 1580 a 1589 — Gabriel de Luján
- De 1589 a 1593 — Juan de Tejeda
- De 1593 a 1602 — Juan Maldonaldo Barnuevo
- De 1602 a 1608 — Pedro de Valdés
- De 1608 a 1616 — Gaspar Ruiz de Pereda
- De 1616 a 1619 — Sancho de Alquiza
- De 1619 a 1620 — Jerónimo de Quero (interino)
- De 1620 a 1624 — Francisco de Venegas
- De 1624 a 1626 — Damián Velázquez de Contreras
- De 1626 a 1630 — Lorenzo de Cabrera y Corbera
- De 1630 a 1634 — Juan Bitrián de Viamonte y Navarra
- De 1634 a 1639 — Francisco Riaño y Gamboa
- De 1639 a 1647 — Álvaro de Luna y Sarmiento
- De 1647 a 1653 — Diego de Villalba y Toledo, marquès de Campo.
- De 1653 a 1654 — Francisco Xelder
- De 1654 a 1656 — Juan de Montanos Blázquez
- De 1656 a 1658 — Diego Rangel
- De 1658 a 1663 — Juan de Salamanca
- De 1663 a 1664 — Rodrigo Flores de Aldana, cavaller de l'Orde d'Alcántara.
- De 1664 a 1670 — Francisco Oregón y Gascón
- De 1670 a 1680 — Francisco Rodríguez de Ledesma
- De 1680 a 1685 — José Fernández de Córdoba Ponce de León
- De 1685 a 1687 — Manuel de Murguía y Mena
- De 1687 a 1689 — Diego Antonio de Viana y Hinojosa
- De 1689 a 1697 — Severino de Manzaneda Salinas y Rozas
- De 1697 a 1702 — Diego de Córdoba Lasso de la Vega, marquès del Vado.

- De 1702 a 1705 — Pedro Nolasco Benítez de Lugo
- De 1705 a 1706 — Luis Chirino Vandevale
- De 1706 a enero de 1708 — Pedro Álvarez de Villamarín
- Del 18 de gener de 1708 al 18 de febrer de 1711 — Laureano de Torres y Ayala, marquès de Casa Torres.
- De 1711 a 1713 — Luis Chacón, y Pablo Cavero
- De 1713 a 1716 — Laureano de Torres y Ayala
- De 1716 a 1717 — Vicente de Raja
- En 1718 — Gómez Maraver Ponce de León, governador en funcions.
- Del 23 de juny de 1718 a 1724 — Gregorio Guazo y Calderón Fernández de la Vega
- Del 29 de setembre de 1724 a 1734 — Dionisio Martínez de la Vega
- De 1734 a 1746 — Juan Francisco de Güemes, comte de Revillagigedo.
- De 1746 — Juan Antonio Tineo y Fuertes
- De 1746 a 1747 — Diego Peñalosa
- De 1747 a 1760 — Francisco Antonio Cagigal de la Vega

- De 1760 a 1761 — Pedro Alonso
- De 1761 a 1762 — Fernando de Prado y Malleza

## Govern britànic de L'Havana
La capital és traslladada a Santiago de Cuba durant l'ocupació britànica de l'Havana.
- Del 12 d'agost de 1762 a l'1 de gener de 1763 — Sir George Keppel, 3.er Comte d'Albemarle
- De l'1 de gener de 1763 a juliol de 1763 — William Keppel

## Retorn de la sobirania espanyola
- De 1763 a 1765 — Ambrosio de Funes Villalpando y Abarca de Bolea, Comte de Ricla
- De 1765 a 1766 — Diego Manrique
- De 1766 a 1771 — Antonio María de Bucareli y Ursúa
- De 1771 a 1777 — Felipe de Fondesviela y Ondeano, Marquès de la Torre
- De 1777 a 1780 — Diego José Navarro García de Valladares
- De 1781 a 1782 — Juan Manuel de Cagigal y Monserrate, Marquès de Casa Cagigal
- De 1782 a 1785 — Luis de Unzaga y Amézaga
- Del 5 d'abril de 1785 a novembre de 1785 — Bernardo de Troncoso y Martínez del Rincón

- Del 1 de desembre de 1785 a 1789 — José de Ezpeleta y Veira de Galdeano
- Del 18 d'abril de 1789 a 1790 — Domingo Cabello y Robles
- De 1790 a 1796 — Luis de las Casas y Arragorri
- De 1796 a 1799 — Joan Procopi de Bassecourt i de Bryas, Comte de Santa Clara
- De 1799 a 1812 — Salvador de Muro y Salazar, Marquès de Someruelos
- De 1812 a 1816 — Juan Ruiz de Apodaca
- De 1816 a 1819 — José Cienfuegos Jovellanos
- De 1819 a 1819 — Juan María Echeverri
- De 1819 a 1821 — Juan Manuel de Cajigal y Martínez, Marquès de Casa Cajigal
- De 1821 a 1822 — Nicolás de Mahy y Romo
- De 1822 a 1823 — Sebastián Kindelán y Oregón, Governador provisional
- De 1823 a 1832 — Francisco Dionisio Vives
- De 1832 a 1834 — Mariano Ricafort Palacín y Abarca
- De 1834 a 1838 — Miguel Tacón
- De 1838 a gener de 1840 — Joaquín Ezpeleta Enrile
- De gener de 1840 a 1841 — Pedro Téllez Girón
- De 1841 a setembre de 1843 — Jerónimo Valdés
- De setembre de 1843 a octubre de 1843 — Francisco Javier de Ulloa, Governador provisional
- De octubre de 1843 a 1848 — Leopoldo O'Donnell, Duc de Tetuán
- De 1848 a 1850 — Federico Roncali Ceruti
- De 1850 a 1852 — José Gutiérrez de la Concha, Marquès de l'Havana 1.er període
- De 1852 a 1853 — Valentín Cañedo Miranda
- De desembre de 1853 a 1854 — Juan González de la Pezuela
- De 1854 a 1859 — José Gutiérrez de la Concha, Marquès de l'Havana 2n període
- De 1859 a 1862 — Francisco Serrano Domínguez, Duc de la Torre
- De 1862 a maig de 1866 — Domingo Dulce y Garay, 1.er període
- De maig de 1866 a novembre de 1866 — Francisco Alejandro Lersundi y Ormaechea, 1.er període
- De novembre de 1866 a setembre de 1867 — Joaquín del Manzano y Manzano
- De setembre de 1867 a desembre de 1867 — Blas Villate y de la Hera, 1.er període
- De desembre de 1867 a gener de 1869 — Francisco Alejandro Lersundi y Ormaechea, 2n període
- De gener de 1869 a juny de 1869 — Domingo Dulce y Garay, 2n període
- De juny de 1869 a juliol de 1869 — Felipe Ginovés del Espinar, Gobernador provisional
- De juliol de 1869 a novembre de 1870 — Antonio Caballero y Fernández de Rodas
- De novembre de 1870 a juliol de 1872 — Blas Villate y de la Hera, 2n període
- De juliol de 1872 a abril de 1873 — Francisco de Ceballos y Vargas, Marquès de Torrelavega

- d'abril de 1873 a octubre de 1873 — Cándido Pieltain y Jove-Huergo
- D'octubre de 1873 a novembre de 1873 — Antonio Cebollín
- De novembre de 1873 a abril de 1874 — Joaquim Jovellar i Soler, 1.er període
- d'abril de 1874 a maig de 1875 — José Gutiérrez de la Concha, Marquès de l'Havana 3.er període
- De maig de 1875 a juny de 1875 — Buenaventura Carbó y Aloy, Governador provisional

- De juny de 1875 a gener de 1876 — Blas Villate y de la Hera, 3.er període
- De gener de 1876 a octubre de 1876 — Joaquim Jovellar i Soler, 2n període
- De octubre de 1876 a febrer de 1879 — Arsenio Martínez-Campos Antón, 1.er període
- De febrer de 1879 a abril de 1879 — Cayetano Figueroa, Governador provisional
- d'abril de 1879 a 1881 — Ramón Blanco y Erenas, Marquès de Peña Plata, 1.er període
- De 1881 a agost de 1883 — Luis Prendergast y Gordon, Marquès de Victoria de las Tunas
- D'agost de 1883 a setembre de 1883 — Tomás de Reyna y Reyna, Governador provisional
- De setembre de 1883 a 1884 — Ignacio María del Castillo
- De 1884 a 1886 — Ramón Fajardo Izquierdo
- De 1886 a 1887 — Emilio Calleja, 1.er període
- De 1887 a 1889 — Sabas Marín, 1.er període
- Del 13 de març de 1889 al 6 de febrer de 1890 — Manuel de Salamanca Negrete
- De febrer de 1890 a abril de 1890 — José Sánchez Gómez, Governador provisional
- d'abril de 1890 a agost de 1890 — José Chinchilla y Díez de Oñate
- D'agost de 1890 a 1892 — Camilo García de Polavieja y del Castillo
- De 1892 a juliol de 1893 — Alejandro Rodríguez Arias y Rodulfo
- De juliol de 1893 a setembre de 1893 — José Arderius, Governador provisional
- De setembre de 1893 a 1895 — Emilio Calleja, 2n període
- De 1895 a gener de 1896 — Arsenio Martínez-Campos Antón, 2n període
- En gener de 1896 — Sabas Marín, Governador provisional, 2n període
- Del 17 de gener de 1896 a octubre de 1897 — Valerià Weyler, Marquès de Tenerife i Duc de Rubí
- D'octubre de 1897 a 1898 — Ramón Blanco y Erenas, Marquès de Peña Plata, 2n període
- Del 26 de novembre de 1898 a l'1 de gener de 1899 — Adolfo Jiménez Castellanos

|                                      |  | Nom | Nom                           | Inici mandat           | Fi mandat              |
| ------------------------------------ |  | --- | ----------------------------- | ---------------------- | ---------------------- |
|                                      |  |     | Arsenio Martínez-Campos Antón | 1895                   | gener de 1896          |
|                                      |  |     | Sabas Marín y González        | gener de 1896          | 17 de gener de 1896    |
|                                      |  |     | Valerià Weyler                | 17 de gener de 1896    | Octubre de 1897        |
|                                      |  |     | Ramón Blanco y Erenas         | Octubre de 1897        | 26 de novembre de 1898 |
|                                      |  |     | Adolfo Jiménez Castellanos    | 26 de novembre de 1898 | 1 de gener de 1899     |
| Protectorat estatunidenc (1899-1902) |  |     |                               |                        |                        |
|                                      |  |     | John R. Brooke                | 1 de gener de 1899     | 23 de desembre de 1899 |
|                                      |  |     | Leonard Wood                  | 23 de desembre de 1899 | 20 de maig de 1902     |